# Materiais Dentários
A área de materiais odontológicos é responsável por desenvolver e aplicar novos materiais com finalidade ser usado na odontologia. Existem muitos exemplos de como esse ramo pode ser traduzido de forma clínica, resinas utilizadas em restaurações, bases de próteses, placas miorrelaxantes, sistemas adesivos utilizados para a adesão de resinas na estruturas dentais, agentes cimentantes usados para a cimentação de pinos intra-radiculares e coroas de cerâmica, agentes dessensibilizantes, materiais utilizados na moldagem bucal, ligas metálicas para a utilização de implantes dentais, estruturas de metálicas de próteses removíveis, restaurações de amálgama (que atualmente estão entrando em desuso), pinos intra-radiculares propriamente ditos, e outros materiais. 
No curso de odontologia a disciplina de materiais dentários tem uma aparição concisa e simplificada levando em consideração a complexidade do tema, podendo ser dividida em até dois módulos (Materiais dentários I e II) conforme a instituição. O aluno que demonstra interesse pelo assunto acaba tendo um aprendizado de forma autodidata sobre as propriedades químicas e físicas da matéria a nível macroscópico e atômico, além de noções básicas sobre conceitos de sobre o comportamento mecânico do material estudado. Conforme as adversidades já citadas, e durante o processo o fato do estudante ter contato com áreas de exatas que fogem do contexto da saúde é comum o baixo interesse dos alunos pela disciplina.
Pode-se dizer que a área de materiais dentários é ciência de materiais aplicada a odontologia, comumente o livro mais usado para aprender sobre a área é o “Phillips - Materiais Dentários”, caso deseje se aprofundar na área pode utilizar o livro “Ciência e Engenharia de Materiais de William D. Callister” juntamente a leitura de artigos em periódicos, visto que muitas vezes os livros apresentam ideias que já foram atualizadas.
Assim como em Ciência de Materiais, na odontologia os materiais podem ser separados de três formas: Polímeros, Cerâmicas e Metais.

Polímeros: Resinas a base de BISGMA, TEGDMA e UDMA, agentes fotoiniciadores (Canforoquinona). 
Cerâmicas: Normalmente usando óxidos cerâmicos, como a Zircônia, Alumina, Espinélio e a base de sílica como o feldspato.  
Metais: Uso de Ligas de Prata-Paládio (Ag-Pd), Titânio e Ligas de Titânio, Ligas de Alumínio Bronze e outras.

Os compósitos, são resultado da mistura de um grupo de mais de um material pode em que se visa atingir determinada propriedade, há muitos estudos que visam sintetizar e testar os materiais em várias proporções e combinações, para buscar informações a respeito de uma determinada combinação pode-se utilizar buscadores como: Google acadêmico, Pubmed e Scielo. 
Ainda existem outros materiais usados, como cimentos (definitivos ou provisórios), dessensibilizantes dentais, fluoretos dentais, sistemas adesivos, silano, ácidos, materiais restauradores provisórios, materiais restauradores definitivos, brocas para preparo dental e acabamento e polimento, clareadores dentais, anestésicos, forradores, vernizes e selantes, hemostáticos e retratores, gessos, materiais de moldagem, fios de sutura, cimentos endodônticos, enxertos ósseos e alguns materiais utilizados para harmonização orofacial.
O aprofundamento a nível acadêmico na área pode ser feito a partir do mestrado e doutorado na área de materiais dentários, disponível em universidades como: USP Bauru, Unicamp, UFRGs, e outras.
Referencias:

1. ↑  ANUSAVICE, K.J.Phillips materiais dentários. 13. ed.
2. ↑  Callister Jr., W. D. Ciência e engenharia de materiais. Rio de Janeiro: LTC Editora, 2008;
3. ↑  Van Vlack, L. H. Princípios de ciência e tecnologia dos materiais. Rio de Janeiro: Editora Campus, 1984;
4. ↑  Padilha, A. F. Materiais de engenharia: microestrutura e propriedades. São Paulo: Hemus Editora, 1997;